# 楠本正敏
楠本 正敏（くすもと まさとし、1866年11月7日（慶応2年10月1日） - 1938年（昭和13年）2月19日）は、明治から大正期の実業家、政治家、華族。貴族院男爵議員、都新聞社長。幼名・清七郎。

## 経歴
肥前大村藩士・楠本正隆の長男として生まれる。父の死去に伴い、1902年（明治35年）2月28日、男爵を襲爵。1905年（明治38年）10月、正敏と改名した。
1910年（明治43年）6月25日、貴族院男爵議員補欠選挙で当選し、公正会に属して活動し、1925年（大正14年）7月9日まで3期在任した。その他、都新聞社長として同紙の経営に当たった。墓所は谷中霊園。

## 栄典
- 1912年（明治45年）4月30日 - 従四位[10]
- 1920年（大正9年）5月10日 - 正四位[11]
- 1929年（昭和4年）5月15日 - 従三位[12]

## 親族
- 妻 アイ（野沢俊元長女）[1]
- 長男 大助（男爵）[1][3]